# Hipparchia minor
Hipparchia minor är en fjärilsart som beskrevs av Charles Oberthür 1909. Hipparchia minor ingår i släktet Hipparchia och familjen praktfjärilar. Inga underarter finns listade i Catalogue of Life.